# Volaticotherium
Volaticotherium es un género de mamífero extinto de la familia Triconodontidae que vivió en Asia.
El hallazgo de este animal supone la evidencia del mamífero planeador más antiguo conocido, con aproximadamente 165 Ma. unos 70 millones de años antes que el famoso mamífero Eomaia (anciana madre) también encontrado en la China actual, y estaba dotado de tal capacidad gracias a un patagio similar al de las ardillas voladoras y los galeopitecos actuales.
La dentadura sin embargo, muy distinta a la de estos, evidencia los hábitos insectívoros de esta especie que habitó en Asia entre finales del Jurásico y principios del Cretáceo. Las evidencias fósiles de este mamífero fueron halladas en los lechos de Daohugou, en la región china de Mongolia Interior.
Un análisis filogenético de Gaetano y Rougier de 2011 encontró que Argentoconodon forma un clado con Volaticotherium y que junto a Ichthyoconodon se integran en la tribu Volaticotherini dentro de la subfamilia Alticonodontinae.